# Groupe all
 (juin 2024).
 (janvier 2025).
Groupe all est une centrale d’achat des opticiens indépendants,.

## Activité
Le Groupe all est une centrale d'achats hybride qui combine des services d’achats pour les opticiens indépendants et des solutions commerciales pour le développement de leur activité. Il négocie les conditions tarifaires pour simplifier la gestion financière des adhérents en leur fournissant un relevé de facturation unique.

## Histoire
En 1988, Gérard Dangre fonde Alliance Optique pour permettre aux opticiens indépendants en France et en Belgique de réaliser des achats centralisés et groupés de verres et montures via des serveurs informatiques. En 1997, sa fille Stéphanie Dangre devient présidente,.
En 2009, Alliance Optique compte 60 salariés et réalise un chiffre d’affaires de 102 millions d’euros. En 2010, Alliance Optique acquiert la centrale Rev (composée de 270 adhérents à l’époque). À la suite de cette acquisition, Alliance Optique change de nom et devient Groupe all.
Le réseau propose des conseils techniques, administratifs et commerciaux aux opticiens indépendants,.